# David Smith (calciatore 1993)
David Smith (Glasgow, 1º marzo 1993) è un calciatore scozzese, difensore del Syngenta Juveniles.

## Carriera

### Club
Ha giocato nella prima divisione scozzese.

### Nazionale
Ha giocato nelle nazionali giovanili scozzesi Under-16, Under-17, Under-19 ed Under-21.